# Accumoli
Accumoli é uma comuna italiana da região do Lácio, província de Rieti, com cerca de 724 habitantes. Estende-se por uma área de 87 km², tendo uma densidade populacional de 8 hab/km². Faz fronteira com Amatrice, Arquata del Tronto (AP), Cittareale, Nórcia (PG), Valle Castellana (TE).

## História
Em 24 de agosto de 2016 a vila sofreu muitos danos devido a um forte terremoto.

## Demografia
| Variação demográfica do município entre 1861 e 2011                               |
|                                                                                   |
| Fonte: Istituto Nazionale di Statistica (ISTAT) - Elaboração gráfica da Wikipedia |